# Hypoleria cassotis
Hypoleria cassotis är en fjärilsart som beskrevs av Bates 1864. Hypoleria cassotis ingår i släktet Hypoleria och familjen praktfjärilar. Inga underarter finns listade i Catalogue of Life.